# Dietrich Schenk von Erbach

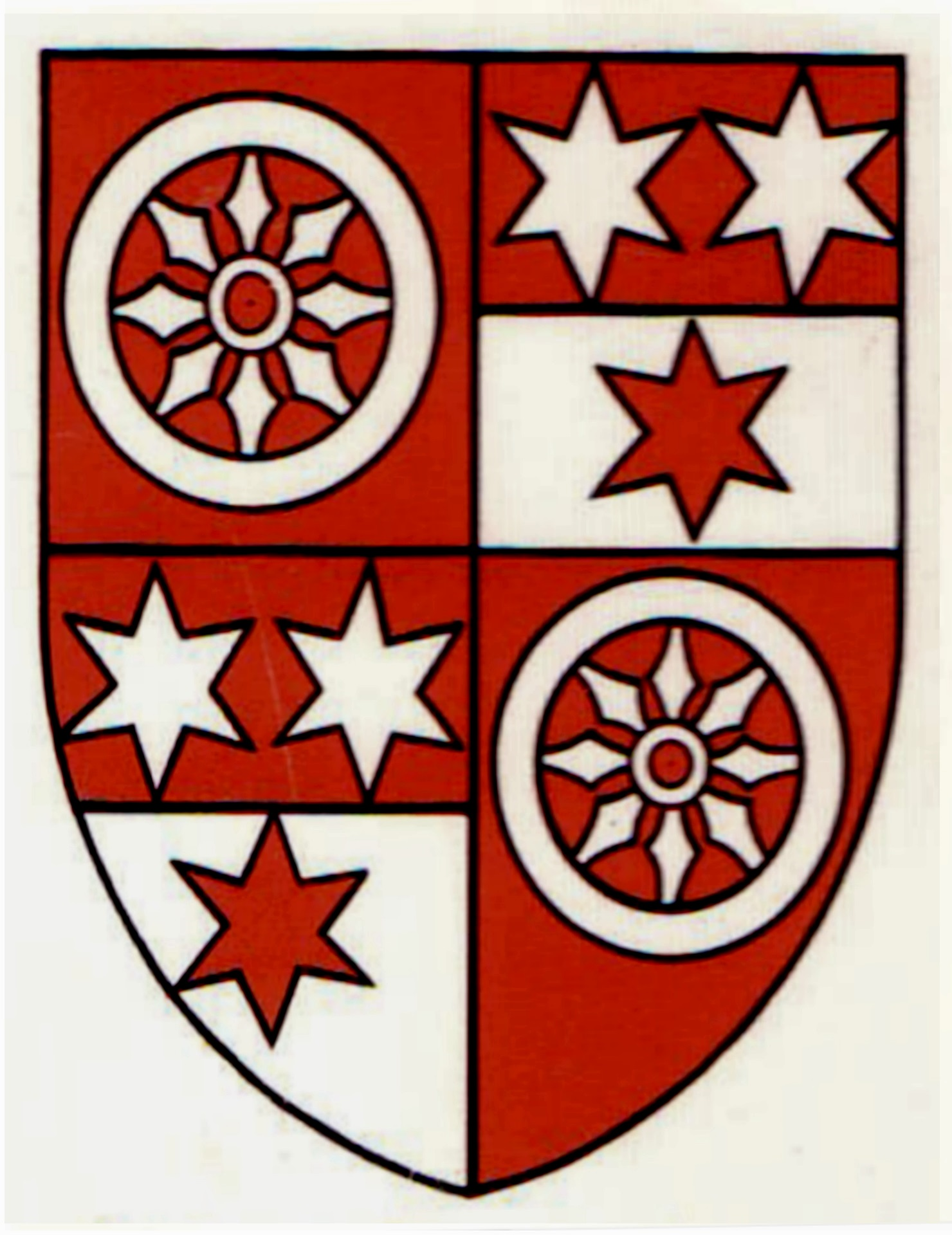
Wappen des Erzbischofs von Mainz

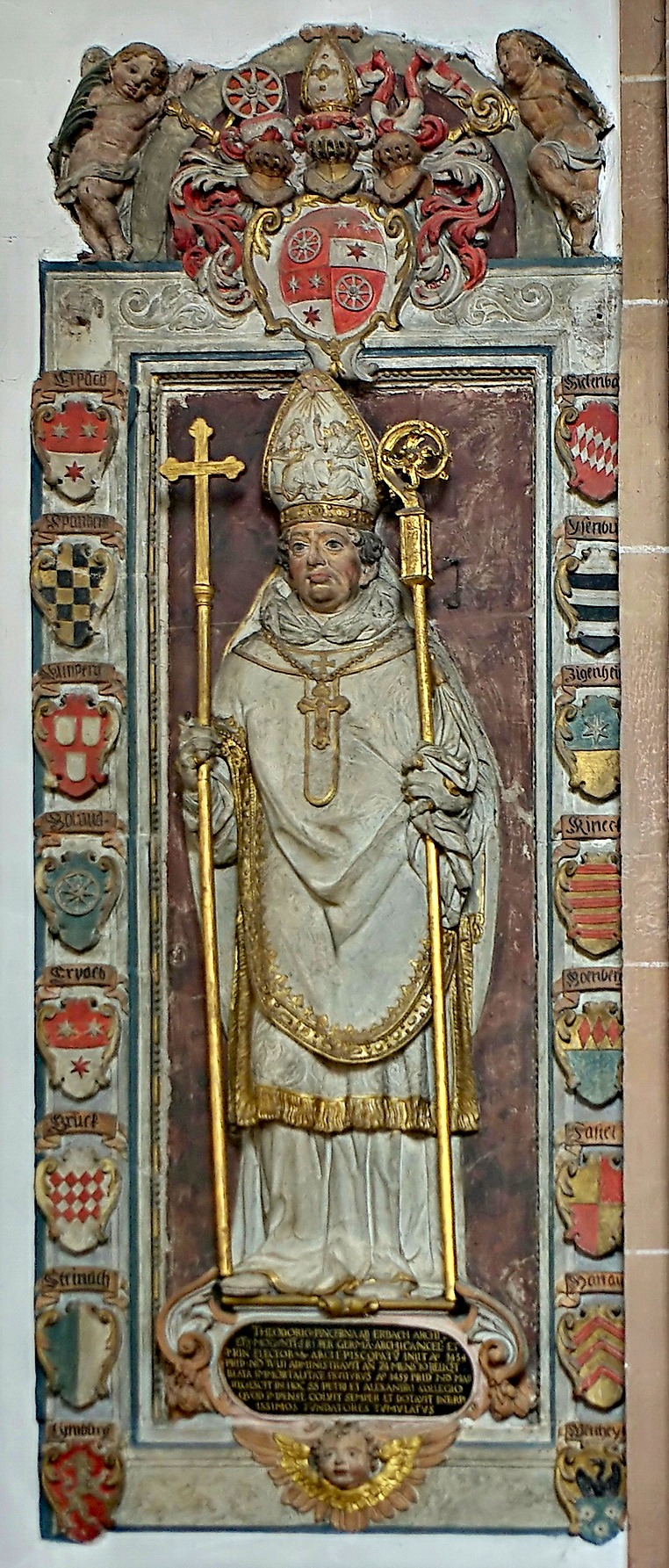
Epitaph in der Stiftskirche St. Peter und Alexander in Aschaffenburg

Dietrich (Theoderich) Schenk von Erbach (* 1390; † 6. Mai 1459 in Aschaffenburg) war von 1434 bis 1459 Kurfürst und Erzbischof von Mainz.

## Leben
Er wurde als Sohn Eberhards, des Erbschenken von Erbach, geboren. Zunächst Domherr in Mainz, wurde er am 6. Juli 1434 durch das Mainzer Domkapitel zum neuen Erzbischof gewählt. Papst Eugen IV. bestätigte ihn am 20. Oktober des gleichen Jahres in seinem Amt. 1436 bis 1438 fungierte der Kleriker Ludwig von Ast († 1455) als sein Kanzler, den er auch danach förderte und dessen Wahl zum Bischof von Worms er 1445 durchsetzte, was jedoch zu kirchlichen Auseinandersetzungen führte.
In den Wirren des Basler Konzils bezog Dietrich eine neutrale Haltung und versuchte zwischen den Parteien zu vermitteln. Im April 1439 empfing er in Mainz den Legaten des Rumpfkonzils von Basel Jordi d’Ornós († 1452), Bischof von Vic (Vicensis), der im Oktober 1440 in Basel vom Gegenpapst Felix V. als „Pseudokardinal“ ernannt wurde. Den deutschen Fürsten empfahl er, neutral zu bleiben. Nachdem in Basel im Juni 1439 dennoch die Absetzung von Papst Eugen IV. beschlossen und im November Felix V. als Gegenpapst eingesetzt worden war, gelang es Dietrich, zwischen den Fürsten und dem Kaiser eine Einigung zu erzielen: Eugen IV. wurde hiernach als rechtmäßiger Papst anerkannt.
Dietrichs Bruder war Philipp Schenk von Erbach († 1467), Benediktinerabt des Klosters Weißenburg (Wissembourg) im Elsass.

## Grabdenkmal
Seine letzte Ruhestätte fand Dietrich Schenk von Erbach vor den Stufen des Hochaltars in der Stiftsbasilika St. Peter und Alexander in Aschaffenburg. Die dort aufgestellte Tumba erlitt im Zweiten Markgräflerkrieg 1552 bei den Verwüstungen durch die Truppen des Markgrafen Albrecht Alcibiades schwere Schäden. Sie wurde 1607/08 im Rahmen von Renovierungsarbeiten im Chor abgebrochen. Als Ersatz schuf der Bildhauer Hans Juncker ein Epitaph für die Stiftskirche, für das er bis zum 16. Juli 1608 eine Schlusszahlung von 63 Gulden erhielt.